# Скрвільно (гміна)
Гміна Скрвільно (пол. Gmina Skrwilno) — сільська гміна у північній Польщі. Належить до Рипінського повіту Куявсько-Поморського воєводства.
Станом на 31 грудня 2011 у гміні проживало 6211 осіб.

## Територія
Згідно з даними за 2007 рік площа гміни становила 124.35 км², у тому числі:
- орні землі: 66.00%
- ліси: 25.00%

Таким чином, площа гміни становить 21.18% площі повіту.

## Населення
Станом на 31 грудня 2011:
| Опис     | Загалом | Загалом | Чоловіки | Чоловіки | Жінки | Жінки |
| -------- | ------- | ------- | -------- | -------- | ----- | ----- |
| одиниця  | осіб    | %       | осіб     | %        | осіб  | %     |
| все      | 6211    | 100     | 3067     | 49.38    | 3144  | 50.62 |
| міське   | 0       | 100     | 0        |          | 0     |       |
| сільське | 6211    | 100     | 3067     | 49.38    | 3144  | 50.62 |

## Сусідні гміни
Гміна Скрвільно межує з такими гмінами: Любовідз, Лютоцин, Рипін, Роґово, Росьцишево, Сведзебня, Щутово.